# 30323 Anyam
30323 Anyam è un asteroide della fascia principale. Scoperto nel 2000, presenta un'orbita caratterizzata da un semiasse maggiore pari a 2,2750456 UA e da un'eccentricità di 0,1279746, inclinata di 6,27167° rispetto all'eclittica.